# Bisaya
Cet article concerne le peuple bisaya de Philippines. Pour les langues bisayas de Philippines, voir Langues bisayas. Pour le peuple bisaya de Bornéo, voir Bisaya (Borneo). Pour les langues bisayas de Bornéo, voir Langues bisayas (Borneo).
On appelle Bisaya les populations des régions centrale et méridionale des Philippines. Plus de 40 % des Philippins sont d'origine Bisaya. Les Bisaya appellent leurs langues respectives binisaya.
Sur le plan linguistique, on appelle langues bisayas un sous-groupe dans le rameau des langues philippines de la branche malayo-polynésienne des langues austronésiennes. Les principales langues de ce sous-groupe sont le cebuano, l'ilongo, le waray-waray et le tausug. 
Il ne faut pas confondre les Bisaya des Philippines avec les Bisaya de Bornéo (en), dans le nord de l'île de Bornéo.